# 21-cm-Mörser M.16
Die 21-cm-Mörser M.16, später 21-cm-Mörser M.18 und 21-cm-Mörser M.18/19, war eine schwerer Mörser Österreich-Ungarns, welcher im Ersten Weltkrieg zum Einsatz kam.

## Entwicklung
Aufgrund der Forderung nach schweren und großkalibrigen Geschützen, begann Škoda 1915 mit den Entwicklungsarbeiten an einem neuen Mörser. Dieser sollte mithilfe einer Artilleriezugmaschine gezogen werden können.

### M.16
Nachdem Škoda einen ersten Prototyp vorgestellt und für Testzwecke freigegeben hatte, war die österreich-ungarische Armee nicht überzeugt. Für sie war er zu schwer und eine seitliche Drehung aus diesem Grund nahezu unmöglich. Mitte 1917 stellte die Firma einen zweiten Prototypen her, welcher für den Transport in zwei Ladungen zerlegt werden konnte. Dadurch konnte das Schwenkproblem gelöst werden, was aus Testberichten der 11. Armee hervorging.

### M.18
In der Zwischenzeit wurde ein dritter Prototyp hergestellt, welcher die Bezeichnung 21-cm-Mörser M.18 erhielt. Dieser Prototyp verfügte über eine Lafette des 30,5-cm-Mörser M.11. Damit konnte das seitliche Schwenken um 360° ermöglicht werden. Der Aufbau des Mörser dauerte dadurch jedoch länger. Für den Transport konnte der Mörser in drei Teile zerlegt werden. Bis zum Ende des Krieges wurde kein einziger Mörser an die Front ausgeliefert.

### M.18/19
Als der Erste Weltkrieg beendet war, befanden sich in den Werken von Škoda einige modifizierte Mörser mit der Bezeichnung 21-cm-Mörser M.18/19. Diese waren für die unabhängig gewordene Tschechoslowakei vorgesehen und hatten dort die Bezeichnung 21-cm-Moždíř vz. 18.

## Produktion
Vom 21-cm-Mörser M.18/19 wurden mindestens 15 Stück hergestellt.

## Bezeichnungen
- 21-cm-Mörser M.16 (Österreich-Ungarn, 1916)
- 21-cm-Mörser M.18 (Österreich-Ungarn, 1918)
- 21-cm-Mörser M.18/19 (Österreich-Ungarn, 1918)
- 21-cm-Moždíř vz. 18 (Tschechoslowakei, 1918–1938)
- 21-cm-Mörser M.18/19 (t) (Wehrmacht, 1938–1945)

## Einsatz

### Wehrmacht
Nachdem die Wehrmacht die vollständige Besetzung der Tschechoslowakei abgeschlossen hatte, fielen ihr einige der alten Mörser in die Hände. Diese wurden dort unter dem Namen 21-cm-Mörser 18/19 (t) geführt. Zum Einsatz kamen mindestens 15 davon bei der Küstenverteidigung von Norwegen.

## Verbleib
Der einzig bekannte und erhaltene Mörser befindet sich im Muzeul Militar Național „Regele Ferdinand I“ in Bukarest.